# Nur Fettahoğlu

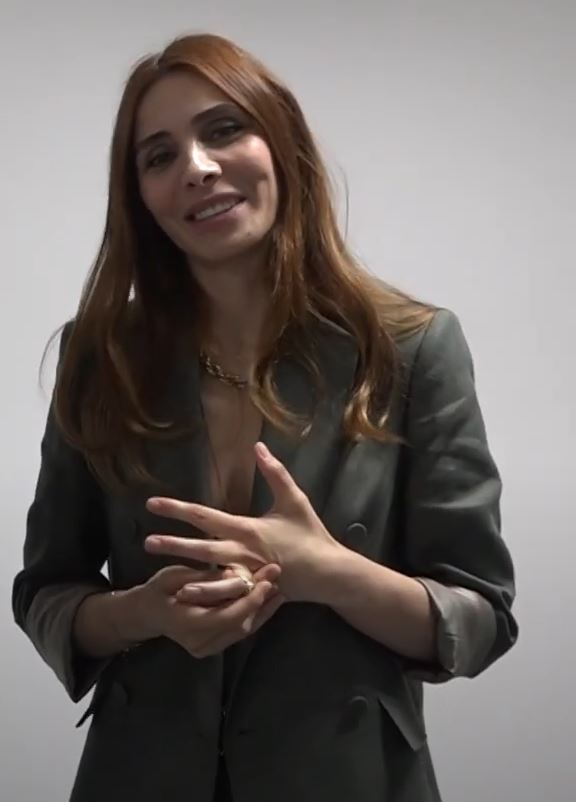
Nur Fettahoğlu, 2019

Asiye Nur Fettahoğlu (nuɾ ˈfettaˌhoːɫu) (* 12. November 1980 in Duisburg) ist eine türkisch-deutsche Schauspielerin und Fernsehmoderatorin.

## Leben
Fettahoğlu wurde am 12. November 1980 in Duisburg als eines von fünf Kindern von Fatma und Sinan Fettahoğlu geboren. Sie machte eine Ausbildung an der Beşiktaş Lisesi und studierte dann an der Haliç Üniversitesi Mode und Modedesign. Sie arbeitete auch als Moderatorin der Börsennachrichten bei Sky Türk.
Von 2008 bis 2011 war Fettahoğlu mit Murat Aysan verheiratet und war in dieser Zeit unter dem Ehenamen Nur Aysan bekannt. Von 2013 bis 2015 und seit 2015 ist sie mit Levent Veziroğlu verheiratet. Am 14. Februar 2016 brachte sie eine gemeinsame Tochter zur Welt.

## Filmografie (Auswahl)
- 2007: Gönül Salıncağı als Aylin Arısoy
- 2007: Benden Baba Olmaz als Tülay Cenk (TV-Serie)
- 2008–2010: Aşk-ı Memnu Peyker Yöreoğlu (TV-Serie)
- 2011: Tal der Wölfe – Palästina als Simone Levi (Film)
- 2011: Gişe Memuru als Kadın (Film)
- 2011–2014: Muhteşem Yüzyıl als Mahidevran Sultan (TV-Serie)
- 2014–2015: Hayat Yolunda als Şafak Günay (TV-Serie)
- 2015–2016: Filinta als Süreyya (TV-Serie)
- 2017: Fi als Billur (TV-Serie)
- 2019: Kardes Cocuklar als Ümay Karay (TV-Serie)
- 2020: Babil als Eda Saygun (TV-Serie)
- 2021: Hükümsüz
- 2021: Kagit Ev
- 2022: Benden Ne Olur?
- 2022: Babamin Öldügü Gün

## Preise und Nominierungen
| Jahr | Preis                                                   | Kategorie                                   | für             | Ergebnis |
| ---- | ------------------------------------------------------- | ------------------------------------------- | --------------- | -------- |
| 2011 | Ayaklı Gazete Newspaper TV Stars Award                  | Beste Nebendarstellerin                     | Muhteşem Yüzyıl | Gewonnen |
| 2012 | Ayaklı Gazete Newspaper TV Stars Award                  | Beste Nebendarstellerin in einer Dramaserie | Muhteşem Yüzyıl | Gewonnen |
| 2013 | Hotel Association of Turkey’s Best Turkish Series Award | Gratitude Award                             | Muhteşem Yüzyıl | Gewonnen |
| 2013 | Ayaklı Gazete Newspaper TV Stars Award                  | Beste Nebendarstellerin in einer Dramaserie | Muhteşem Yüzyıl | Gewonnen |
| 2017 | BIAF (Beirut International Awards Festival)             | Beste internationale Darstellerin           |                 | Gewonnen |